# We Never Sleep
We Never Sleep è un cortometraggio muto del 1917. Il nome del regista non viene riportato nei credit. Interpretato da Harold Lloyd, il film è l'ultimo della serie prodotta da Hal Roach che ha come protagonista il personaggio di Lonesome Luke.

## Trama
Luke è un detective inetto che segue l'uomo sbagliato fino ad un albergo in riva al mare.

## Produzione
Il film fu prodotto da Hal Roach per la Rolin Films. Venne girato dal 4 maggio al 2 giugno 1917.

## Distribuzione
Distribuito dalla Pathé Exchange, il film - un cortometraggio in due bobine - uscì nelle sale cinematografiche USA il 2 dicembre 1917.